# Les Géants de la forêt
Pour plus de détails, voir Fiche technique et Distribution.
Les Géants de la forêt (titre original : Und ewig singen die Wälder, en allemand : Et les forêts chantent éternellement) est un film germano-autrichien réalisé par Paul May d'après le roman de l'écrivain norvégien Trygve Gulbranssen, sorti en 1959. Le film a été un grand succès en Allemagne avec 7 millions de spectateurs.

## Synopsis
Le grand propriétaire terrien Dag et son fils Tore se disputent depuis des années avec la famille noble voisine Gall, à qui appartient le domaine de Borgland. Lorsque Tore, au cours d'une fête au village de Björndal, flirte avec Elisabeth, la fille des Gall, il est provoqué en duel par son petit ami jaloux, le lieutenant Margas. Au cours du duel, Tore chute dans une cascade, et Margas et Elisabeth ne retrouvent pas son corps. Adelheid Barre, la fille d'un major à la retraite, surprend une conversation entre Elisabeth von Gall et Margas et apprend ce qui est arrivé. Elle se rend à Borgland pour voir son père, parce qu'elle ne veut pas vivre aux côtés d'Elisabeth, mais celui-ci est parti.
Sur le chemin du retour, Adelheid tombe sur Dag junior, le fils cadet, qui s'est blessé grièvement lors d'une chasse à l'ours. Elle décide de rester un temps à Björndal pour le soigner. Elle tombe alors amoureuse du jeune homme.
Lorsque le père Dag apprend la mort de Tore à cause d'Elisabeth, il jure de se venger de la famille Gall.
Lorsque Dag junior invite à Björndal Adelheid et son père pour Noël, elle se marie avec lui à l'instigation du père Dag. Il la reconnaît comme sa belle-fille et lui montre l'exploitation du domaine. Sur ce, le fils s'éloigne pour mener sa vie conjugale.
Le vieux Dag se charge de la caution pour un crédit bancaire fait au colonel von Gall, à qui plus personne ne veut prêter d'argent, car il est proche de la ruine. En contrepartie, Dag fait mettre en gage le domaine de Borgland afin de le récupérer. Son beau-frère, le marchand Holder, à qui il confie cette affaire, s'engage à une stricte confidentialité à l'égard de la famille Gall.
Quand la banque en informe Elisabeth, elle veut faire arrêter le flottage du bois sur la rivière qui traverse son domaine, menaçant de recourir à la force des armes s'il le faut. Dag fait alors transporter les troncs d'arbre avec l'écorce et les branches, grâce aux efforts de ses subordonnés, sur la montagne et les fait glisser par une cascade. Il peut alors les retirer et les livrer à temps.
Dag junior est indigné par la dureté et la cruauté de son père qui refuse de traiter avec la famille Gall. Il quitte Björndal pour aller sur la côte, sans sa femme. Entre-temps Dag fait fixer une vente aux enchères du domaine de Borgland afin de perpétuer sa vengeance envers Elisabeth. Elle ne veut pas céder à son voisin, incendie le domaine et se jette dans le brasier. Adelheid quitte à son tour son beau-père qui se réjouit de la mort d'Elisabeth et retourne chez son père en ville.
Dag est maintenant seul et malheureux sans sa famille. Il vient se réconcilier avec le colonel von Gall et lui permet de vivre sur le domaine de Borgland.
Plus tard, Dag apprend de la part de sa gouvernante, mademoiselle Kruse, que son fils et sa belle-fille sont rentrés à Björndal, habitent un chalet dans la montagne et attendent prochainement un enfant. Malgré sa vieillesse, le mauvais temps et les fortes chutes de neige, Dag, à l'article de la mort, y parvient ; il entend les vagissement du bébé qui vient de naître et demande à son fils le nom de son petit-fils. Il s'appelle Tore, en hommage au frère défunt. Dag meurt alors.

## Fiche technique
- Titre : Les Géants de la forêt
- Titre original : Und ewig singen die Wälder
- Titre en Belgique : Là-bas chante la forêt
- Réalisation : Paul May
- Scénario : Kurt Heuser d'après le roman de Trygve Gulbranssen
- Musique : Rolf Wilhelm
- Direction artistique : Leo Metzenbauer
- Costumes : Charlotte Flemming et Margarethe Volters
- Photographie : Elio Carniel (de)
- Son : Herbert Janeczka
- Montage : Renate Jelinek
- Production : Alfred Stöger, Heinz Pollak
- Sociétés de production : Wiener Mundus-Film
- Société de distribution : Deutsche Film Hansa
- Pays d'origine :  Autriche/ Allemagne de l'Ouest
- Langue : allemand
- Format : Couleurs - 1,37:1 - Mono - 35 mm
- Genre : Drame
- Durée : 92 minutes
- Dates de sortie : 
  - Allemagne de l'Ouest : 15 septembre 1959
  - France : 17 août 1962

## Distribution
- Gert Fröbe: Le vieux Dag
- Hansjörg Felmy: Tore
- Joachim Hansen: Le jeune Dag
- Anna Smolik: Elisabeth von Gall
- Carl Lange: Le colonel von Gall
- Maj-Britt Nilsson: Adelheid Barre
- Hans Nielsen: Le major Barre
- Elisabeth Epp: Mademoiselle Kruse
- Jürgen Goslar: Lieutenant Ludwig von Margas
- Hanns Ernst Jäger (de): Le Hoveländer
- Hilde Schreiber: sa fille Borghild
- Franz Schafheitlin: Holder
- Fritz Hintz-Fabricius : Père Ramer
- Robert Fritz: Le bébé Tore

Illustrations de l'affiche du film de Helmuth Ellgaard
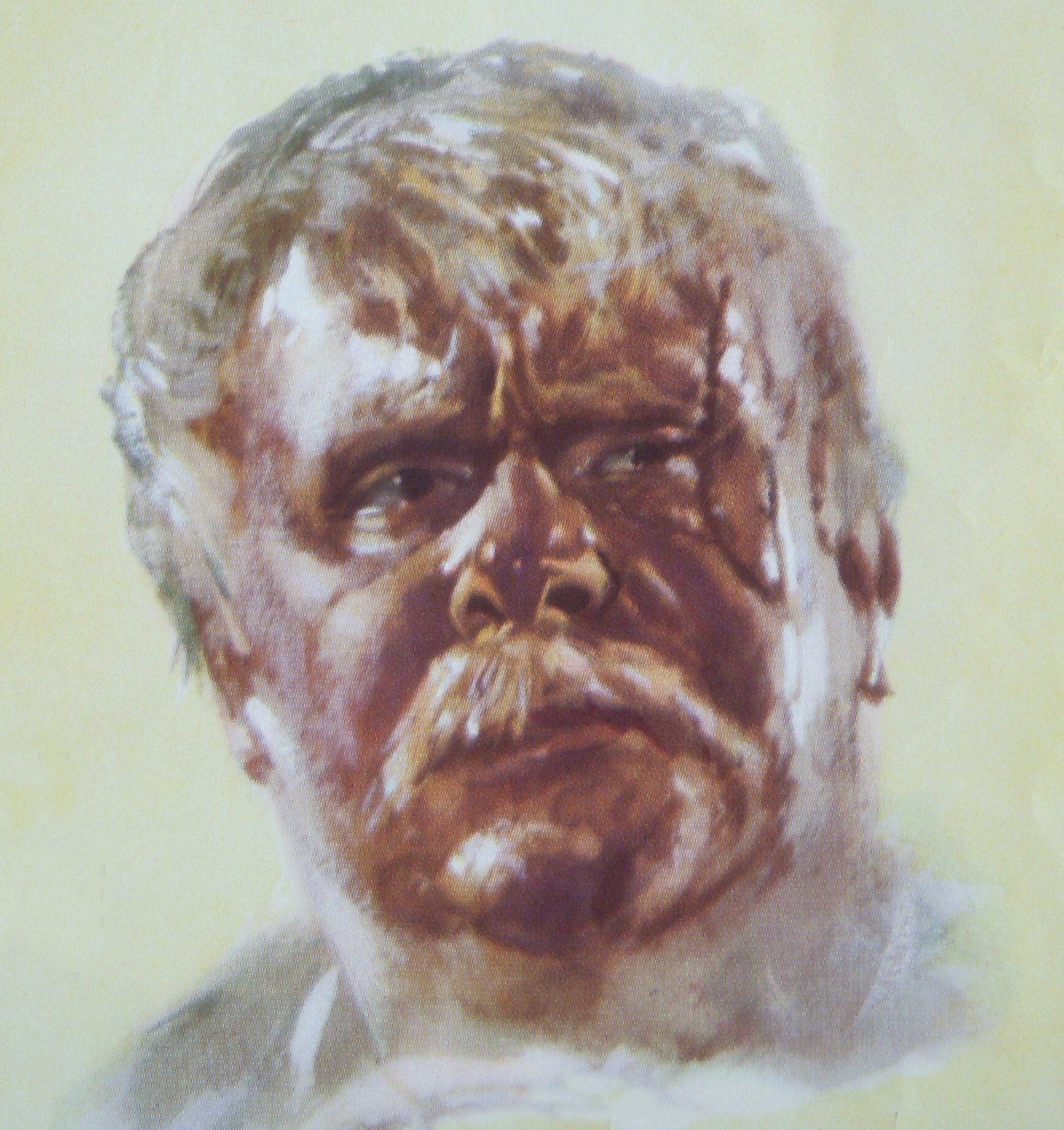
Gert Fröbe : Le vieux Dag
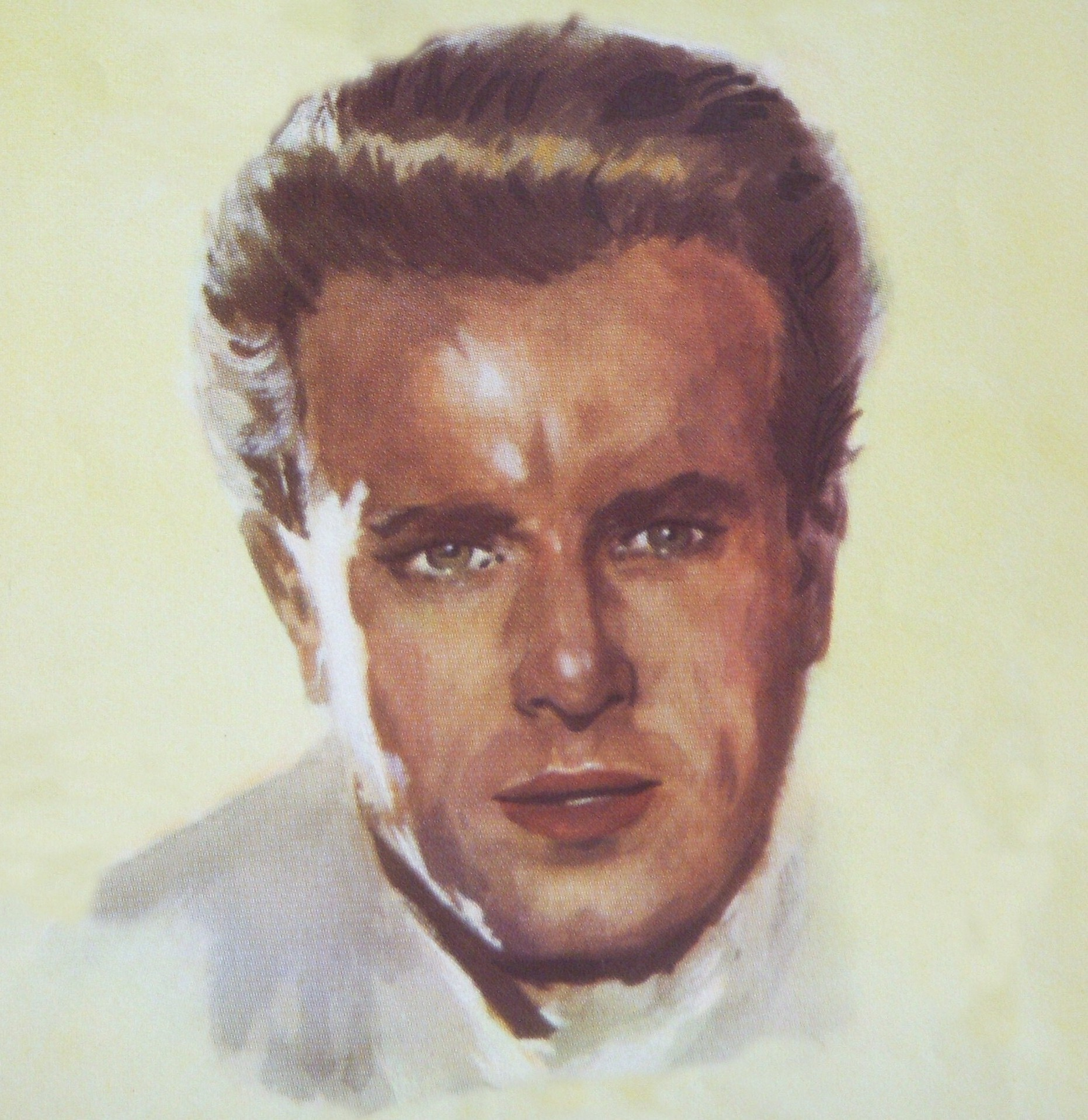
Joachim Hansen : Le jeune Dag
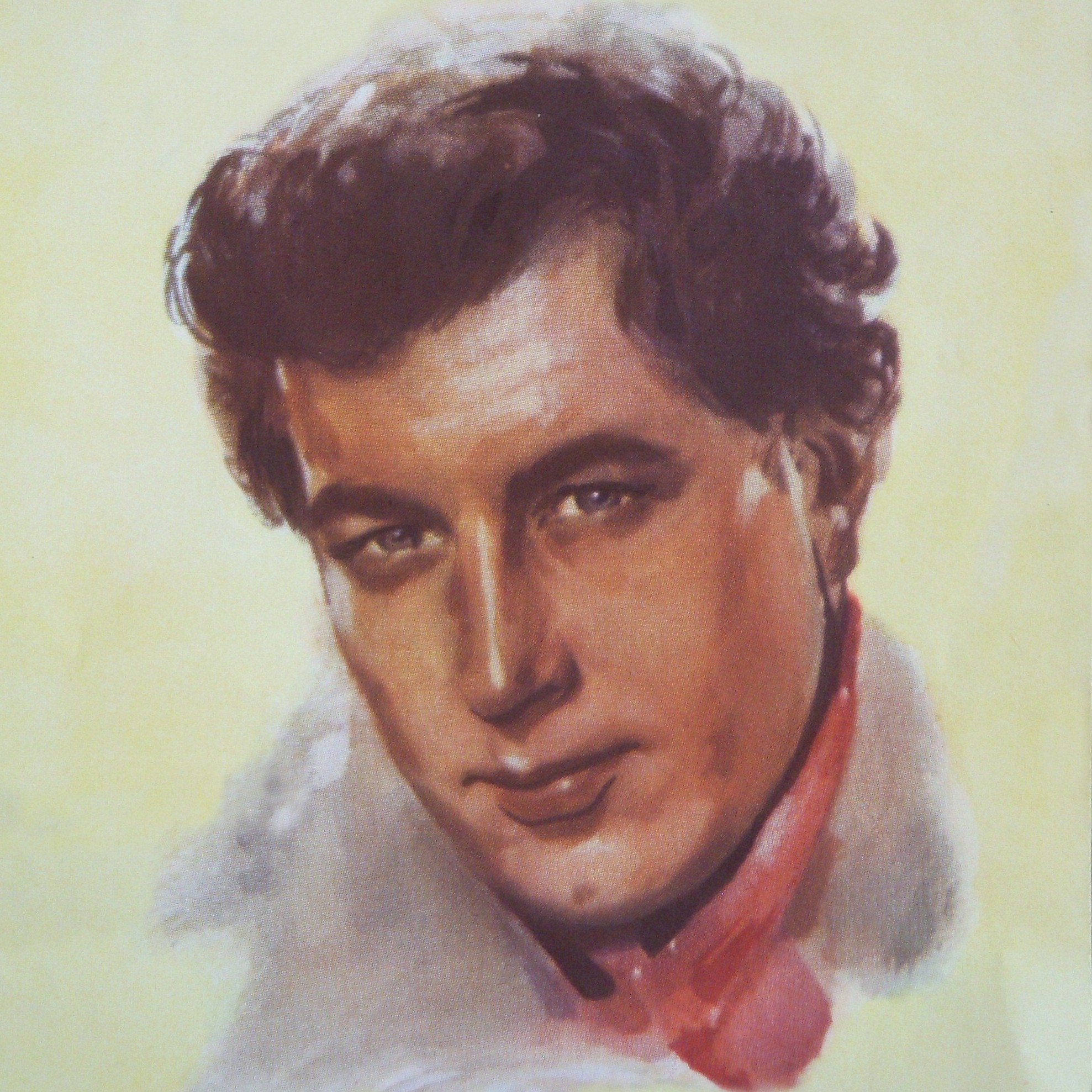
Hansjörg Felmy : Tore
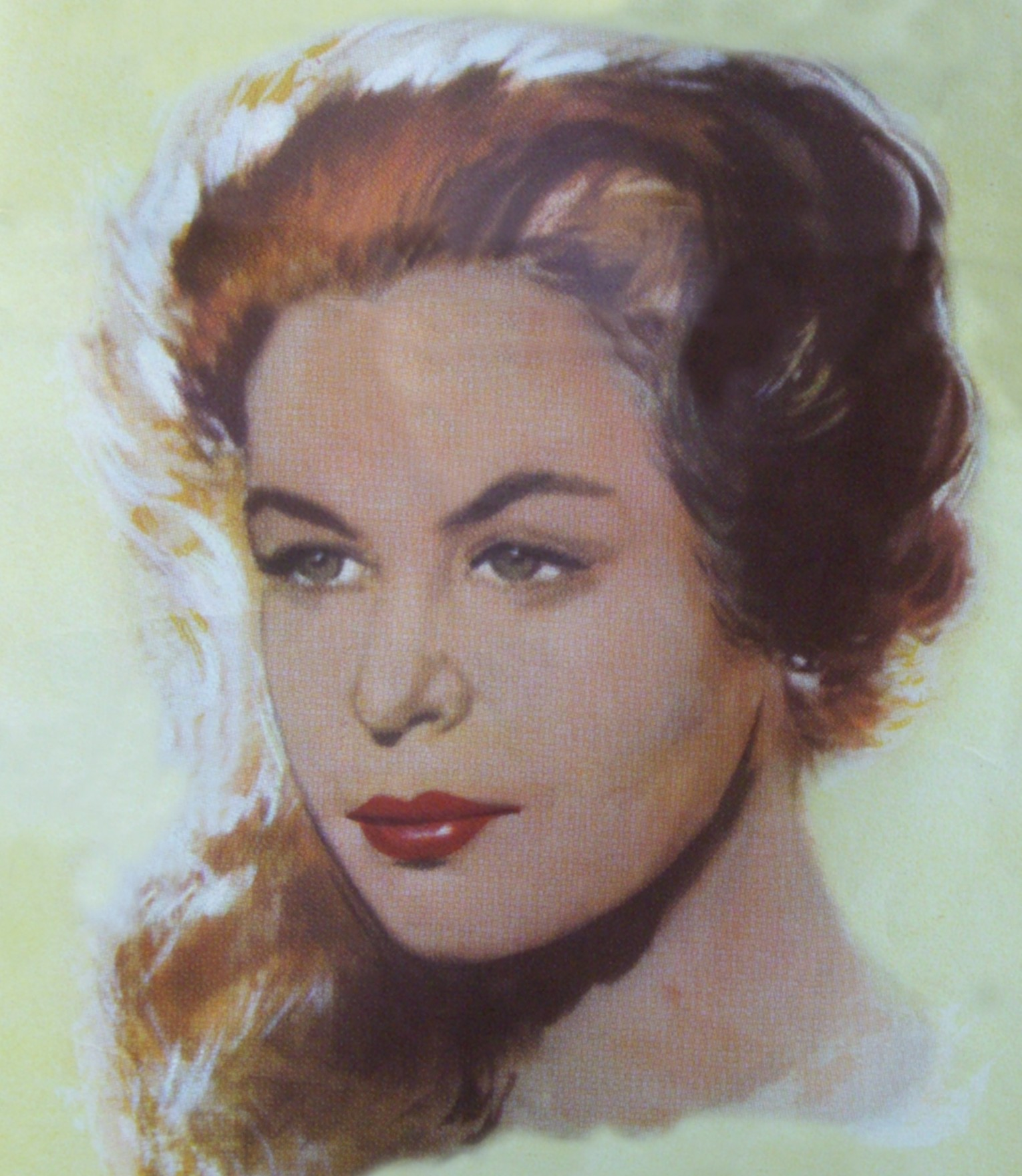
Maj-Britt Nilsson : Adelheid Barre
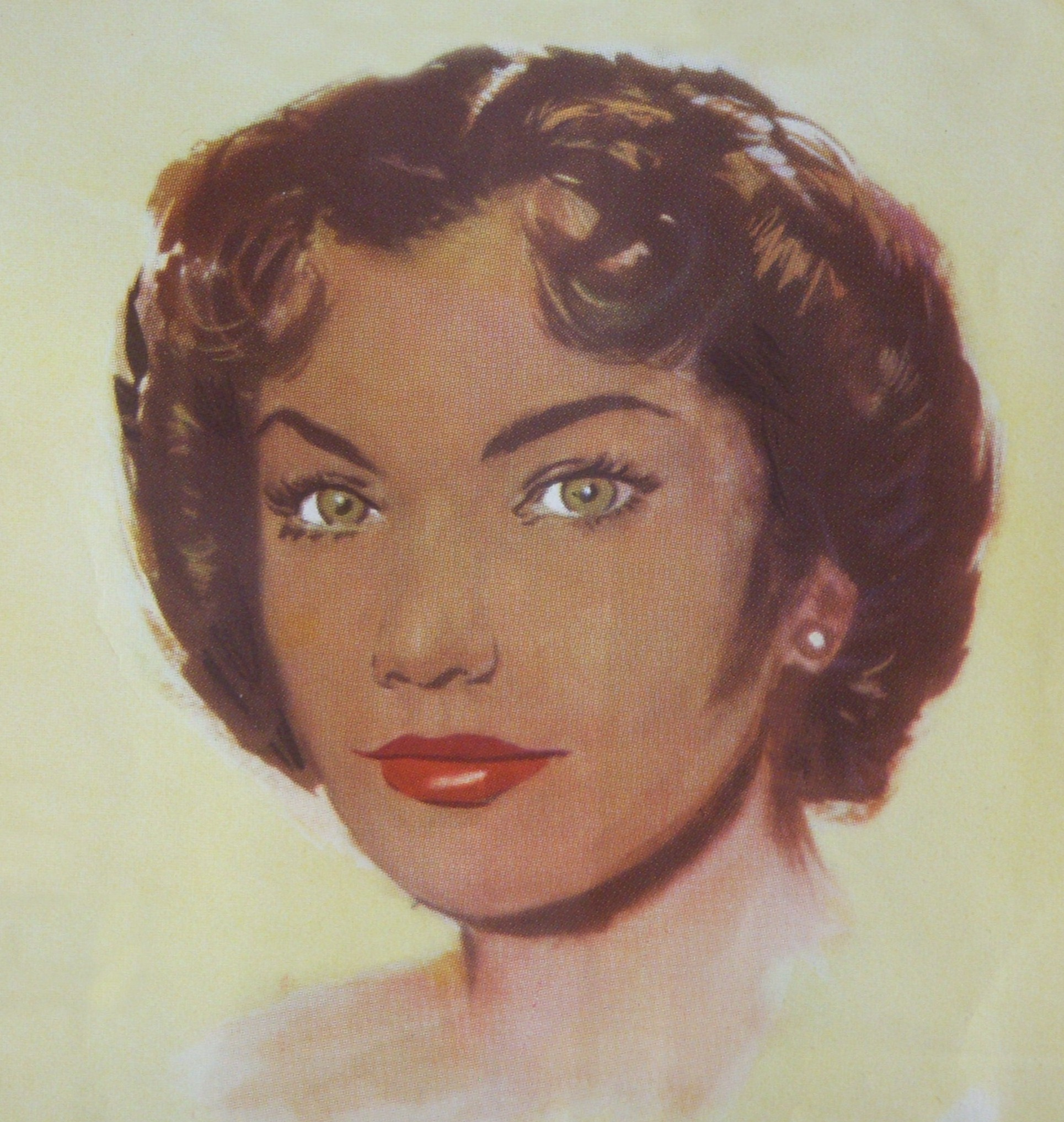
Anna Smolik : Elisabeth von Gall

## Autour du film
Le film comprend de nombreux acteurs connus en leurs temps comme Gert Frobe, Hansjörg Felmy et Joachim Hansen. Les scènes extérieures ont été tournées au sud-est de la Norvège, dans le Gudbrandsdal. La ferme fictive a été montée sur une véritable vieille ferme, Bjølstad gård (no), à Sel, dans le comté d’Oppland.

## Source, notes et références
- (de) Cet article est partiellement ou en totalité issu de l’article de Wikipédia en allemand intitulé « Und ewig singen die Wälder » (voir la liste des auteurs).